# Mimohyagnis tuberculatus
Mimohyagnis tuberculatus là một loài bọ cánh cứng trong họ Cerambycidae.